# 合肥駅
合肥駅（ごうひえき）は、中華人民共和国安徽省合肥市瑶海区に位置する、中国鉄路総公司（CR）上海鉄路局が管轄する駅である。（中国）東部と中西部を結ぶ重要な拠点である。
本項では、近接する合肥軌道交通(地下鉄)の合肥火車站駅（ごうひかしゃたんえき）についても記述する。

## 乗り入れ路線
中国鉄路総公司
淮南線：淮南駅起点より95km、蕪湖駅まで141km
寧西線：南京駅起点より166km、西安駅終点まで967.6km
合寧線（支線）：本駅が起点、南京南駅終点まで156km
合武線（支線）：本駅が起点、漢口駅終点まで364km
合九線：本駅が起点、九江駅終点まで327km
合蚌旅客専用線：本駅が起点、蚌埠南駅終点まで130.67km。
合肥軌道交通
 1号線
 3号線

### 連絡線
合肥南部に高速鉄道の南環状線が建設され、そこに新たなターミナル駅として合肥南駅が開業した。この路線とは別に合肥軌道交通1号線は合肥駅と合肥南駅を結ぶ。さらに合肥南駅近くには動車運用所が建設された。

## 歴史
- 1935年 - 建設を開始した[7]。
- 1936年4月 - 完成した。同年の淮南～裕渓口間（淮南線）の開通に伴い運営を開始した[7]。
- 1937年10月 - 日中戦争により淮南線が被害を受けたのに伴い閉鎖された[8]。
- 1942年 - 水家湖～合肥間が修復され、廬江駅（ろこうえき）に改名されて営業した[7]。
- 1944年 - 水家湖～裕渓口間の線路が撤去されたのに伴い、再度閉鎖された[7]。
- 1948年9月 - 合肥駅として再開業した[7]。
- 1950年 - ホーム、駅前広場、待合室を建設して使用開始した[9]。
- 1977年 - 合肥が省都になって以来、人口が増加して輸送量も増え、狭い旧駅のままでは輸送需要に応えられないので、合肥市は総体計画の中で鉄道路線と駅を市中心部から移転させ、線路による市街の分割も解決する計画が立てた[10]。
- 1982年 - 国務院は合肥市の総体計画を批准した[10]。
- 1989年 - 鉄道部は合肥駅移転を下達し、合肥の駅移転と鉄路中枢建設を国家計画に入れた。しかし、資金的問題により着工は延期された[10]。
- 1994年6月 - 移転先（北北東）に新駅の建設を開始した[7]。
- 1995年
  - 5月31日 - 合九線が開通した[11]。
  - 年末 - 新駅が竣工した[10]。
- 1997年4月1日 - 青いガラスによるピラミッド型の装飾を持つ新駅を使用開始した[8]。旧駅（老火車站）は旅客扱いを止めて貨物駅（合肥南貨場）となった[12][10]。
- 2007年
  - 8月 - 動車組乗り入れの為、ホーム新設や3本の線増等の改造工事を開始した[13]。
  - 11月 - 高さの高い600mのホームを1面増設した[14]。
  - 12月21日 - 合寧線（寧西線の合肥～南京間）と線路が繋がった[15]。
- 2008年
  - 1月 - 駅構内の電化工事が終了し、動車組乗り入れの準備が整った[16]。
  - 4月18日 - 合肥～南京間が開通した[17]。
  - 9月 - 合肥～南京間の動車組の運行を開始した[18]。
  - 12月31日 - 合武線が開通した[19]。
- 2009年
  - 5月 - 総工費5億元の拡張改造工事を開始した[8]。
  - 8月 - 仮駅舎に移転し、駅舎の改造工事を開始した[20]。旧駅舎の取り壊しを開始した[21]。
- 2010年1月29日 - 新しい駅舎が完成し、春運前に使用を開始した[22]。駅舎側の単式ホームも改造が終了して使用開始した。改造は8月に終了予定である[23]。
- 2012年10月16日 - 合蚌旅客専用線が開通した。
- 2016年12月26日 - 合肥軌道交通1号線が開業[24]。
- 2019年12月26日 - 合肥軌道交通3号線が開業[25]。

## 駅構造

### 中国鉄路総公司
単式ホーム1面、島式ホーム4面の地上駅である。駅の東側にヤードを併設する。2010年改造後の駅舎総面積は27355平方mで6つの待合室と50ヶ所の出札口を持つ。

### 合肥軌道交通
3面4線の島式・相対式ホームを併せ持つ地下駅。1号線と3号線が乗り入れる。

## 利用状況
本駅は淮南線、寧西線、合武線、合九線の旅客、貨物を扱う一等駅で、各種別を含め2010年5月現在、毎日130本余りの旅客列車が発着する。

## 隣の駅
中国鉄路総公司
淮南線
合肥北駅 - 合肥駅 - 三十里鋪駅
寧西線
三十里鋪駅 - 合肥駅 - 桃花店駅
合寧線（支線）
合肥駅 - 肥東駅
合武線（支線）
合肥駅 - 合肥西駅
合九線
合肥駅 - 桃花店駅
合蚌旅客専用線
合肥駅 - 合肥北城駅
合肥軌道交通
 1号線
瑶海公園駅 - 合肥火車站駅 - 長淮駅
 3号線
竹絲灘駅 - 合肥火車站駅 - 鴨林沖駅